# شمس الدين بن الحريري
أبو عبد الله شمس الدين بن الحريري الحنفي (653 هـ / 1255م - 728 هـ / 1328م) قاضي قضاة الحنفية بمصر، وفقيه حنفي، توفي وهو قاض على مصر. من آثاره: شرح الهداية في فروع الفقه الحنفي.

## سيرته
هو محمد بن صفي الدين عثمان بن أبي الحسن بن عبد الوهاب الأنصاري، ولد في صفر سنة 653 هـ، وتفقه وبرع وحفظ كتاب الهداية في فروع الفقه الحنفي وغيره من الكتب، وأفتى ودرس، قال صلاح الدين الصفدي: «كان يتميز بالوقار والسمت والأوراد وحسن الهدي والبزة والهيبة وانطلاق العبارة.»
وسمع من ابن أبي اليسر وابن عطاء والجمال بن الصيرفي والقطب ابن أبي عصرون وجماعة، ودرس بأماكن، ثم ولي القضاء بدمشق مدة، وطُلِبَ إلى الديار المصرية؛ حيث جاء البريد إلى الشام بطلب القاضي شمس الدين بن الحريري لقضاء الديار المصرية، فسار في العشرين من ربيع الأول وخرج معه جماعة لتوديعه، فلما قدم على السلطان أكرمه وعظمه وولاه قضاء الحنفية وتدريس المدرسة الناصرية والمدرسة الصالحية، وجامع الحاكم، وعزل عن ذلك القاضي شمس الدين السروجي فمكث أياما ثم مات. يقول صلاح الدين الصفدي: «وكان صارمًا قوالاً بالحق حميد الأحكام قليل المثل متين الديانة انتقدوا عليه أموراً من تعظيم نفسه.»
توفي بالقاهرة سنة 728 هـ، وكانت جنازته مشهودة، وصلى عليه بمصر، وصلّي عليه صلاة الغائب بدمشق، وطُلب القاضي برهان الدين بن قاضي الحصن مكانه بإشارته. يقول ابن سيد الناس: «أن المصريين لم يعدوا على القاضي شمس الدين بن الحريري أنه ارتشى في حكومة.»، ويقال أنه كان له قلم للعلامة وقلم للتوقيع، وله أشياء من مراعاة الإعراب في لفظه حتى مع النساء في بيته.
عارض ابن تيمية في مسألة شد الرحال إلى قبور الأنبياء،، وبالرغم من ذلك كان ينصفه حيث يقول: «إن لم يكن ابن تيمية شيخ الإسلام فمن هو؟». انتصر لابن تيمية وكتب بحقه محضرا بالثناء عليه بالعلم والفهم، فبلغ ذلك ابن مخلوف فسعى في عزل ابن الحريري فعُزل.